# Dasle
Dasle est une commune française située dans le département du Doubs, la région culturelle et historique de Franche-Comté et la région administrative Bourgogne-Franche-Comté.

## Géographie

### Toponymie
Dala en 1147, 1176 ; Aule en 1275 ; Dale en 1347 ; Daule en 1494 ; Daulle en 1515 ; Dalle au XVIe siècle ; Dale au XVIIIe siècle ; Dasle depuis le  XIXe siècle.

### Communes limitrophes
| Étupes     | Dampierre-les-Bois | Beaucourt (Territoire de Belfort)  |
| Audincourt | Dasle              |                                    |
| Seloncourt | Vandoncourt        | Montbouton (Territoire de Belfort) |

### Climat
Pour des articles plus généraux, voir Climat de la Bourgogne-Franche-Comté et Climat du Doubs.
En 2010, le climat de la commune est de type climat de montagne, selon une étude du Centre national de la recherche scientifique s'appuyant sur une série de données couvrant la période 1971-2000. En 2020, Météo-France publie une typologie des climats de la France métropolitaine dans laquelle la commune est dans une zone de transition entre le climat semi-continental et le climat de montagne et est dans une zone de transition entre les régions climatiques « Vosges » et « Jura ». 
Pour la période 1971-2000, la température annuelle moyenne est de 9,5 °C, avec une amplitude thermique annuelle de 17,3 °C. Le cumul annuel moyen de précipitations est de 1 246 mm, avec 12,4 jours de précipitations en janvier et 10,7 jours en juillet. Pour la période 1991-2020, la température moyenne annuelle observée sur la station météorologique de Météo-France la plus proche, « Saint-Dizier-L'eveque_sapc », sur la commune de Saint-Dizier-l'Évêque à 5 km à vol d'oiseau, est de 10,1 °C et le cumul annuel moyen de précipitations est de 1 099,4 mm. 
La température maximale relevée sur cette station est de 37 °C, atteinte le 13 août 2003 ; la température minimale est de −17,4 °C, atteinte le 20 décembre 2009,,. 
Les paramètres climatiques de la commune ont été estimés pour le milieu du siècle (2041-2070) selon différents scénarios d'émission de gaz à effet de serre à partir des nouvelles projections climatiques de référence DRIAS-2020. Ils sont consultables sur un site dédié publié par Météo-France en novembre 2022.

## Urbanisme

### Typologie
Au 1er janvier 2024, Dasle est catégorisée petite ville, selon la nouvelle grille communale de densité à 7 niveaux définie par l'Insee en 2022.
Elle appartient à l'unité urbaine de Beaucourt, une agglomération inter-départementale dont elle est une commune de la banlieue,. Par ailleurs la commune fait partie de l'aire d'attraction de Montbéliard, dont elle est une commune de la couronne,. Cette aire, qui regroupe 137 communes, est catégorisée dans les aires de 50 000 à moins de 200 000 habitants,.

### Occupation des sols
L'occupation des sols de la commune, telle qu'elle ressort de la base de données européenne d’occupation biophysique des sols Corine Land Cover (CLC), est marquée par l'importance des territoires agricoles (44,4 % en 2018), en diminution par rapport à 1990 (45,7 %). La répartition détaillée en 2018 est la suivante : 
forêts (40,6 %), zones agricoles hétérogènes (38,4 %), zones urbanisées (15 %), terres arables (6,1 %). L'évolution de l’occupation des sols de la commune et de ses infrastructures peut être observée sur les différentes représentations cartographiques du territoire : la carte de Cassini (XVIIIe siècle), la carte d'état-major (1820-1866) et les cartes ou photos aériennes de l'IGN pour la période actuelle (1950 à aujourd'hui).

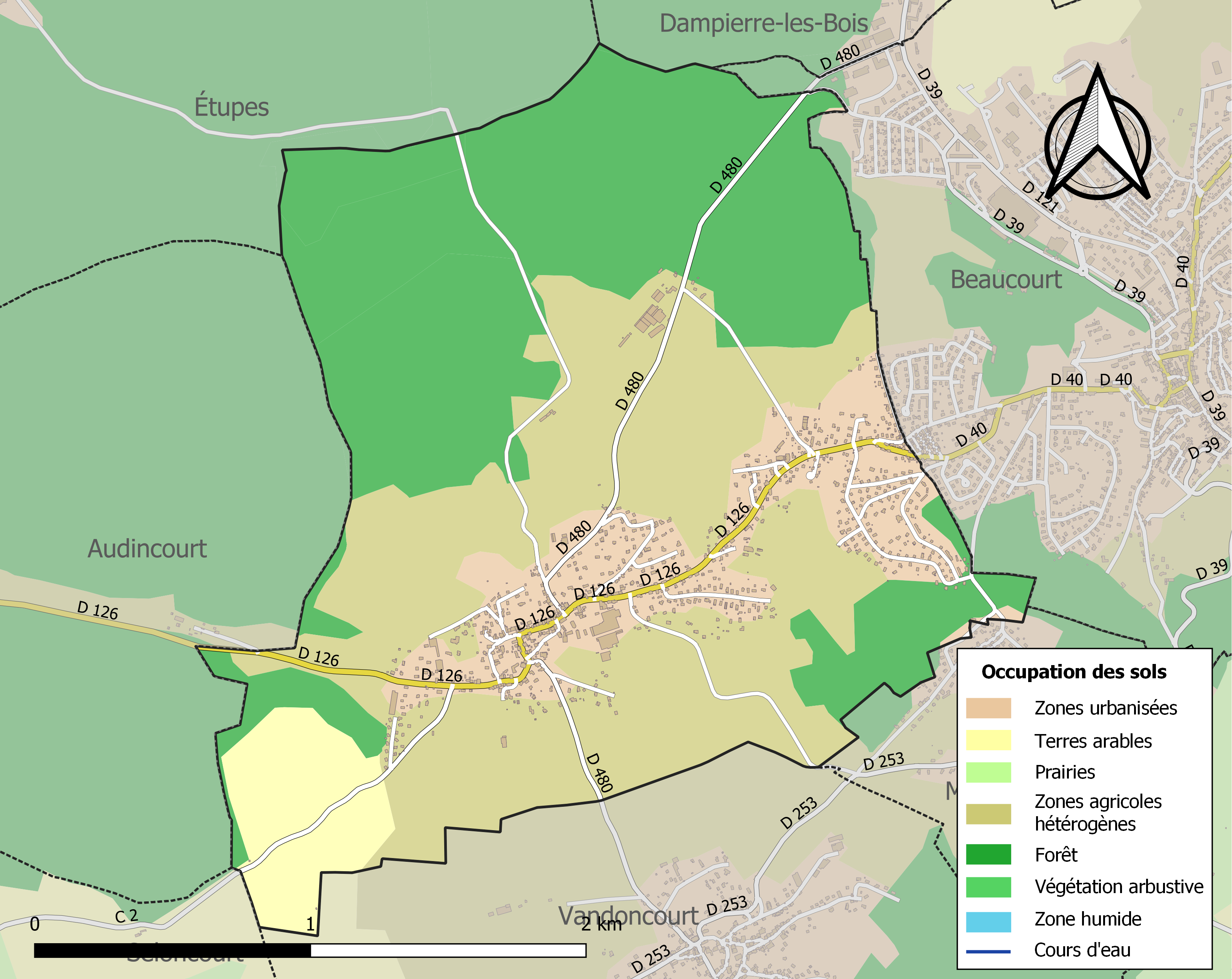
Carte des infrastructures et de l'occupation des sols de la commune en 2018 (CLC).

## Histoire
Dasle appartenait au comté de Montbéliard qui fut rattaché à la France en 1793.
Depuis 1793, le nom de la commune s'écrivait « Dalle » mais en 1801, un changement s'opéra et elle devenue « Dasle ».
Dalote ou Dalate, hameau situé au lieu-dit la Combotte entre Audincourt et Dasle. Il est chef-lieu d'une « mairie » en 1312. En 1411, sa population est de « sept maignies d'hommes taillables ». La première mention du hameau est faite en 1223 lorsque Richard III de Montfaucon, comte de Montbéliard, donne à l'archevêque Gérard de Rougemont, « deux meix de terre provenant de son alleu à Mandeure en échange d'un chasement ou fief de l'église de Besançon situé à Dâlote ». En 1301, il est fait mention de Perrin de Dâlote, maire de Montbéliard rudoyé par les habitants de cette ville.  Dalote devait disparaître vers le milieu du XVe siècle, son territoire était réuni au domaine du comté de Montbéliard et plus tard, Ulrich VI de Wurtemberg le vendait aux « prud'hommes et habitants d'Audincourt ».

## Étymologie
Le nom de la ville de Dasle vient du mot en normand, vieux norrois dale qui signifie vallée.
Cette graphie se retrouve d'ailleurs dans le nom de communes normandes comme Oudalle, Saint-Vaast-Dieppedalle, Canteleu-Dieppedalle (cf l'article sur la toponymie normande à ce sujet).
Peut-être un parallèle est-il à faire avec le  mot allemand tal qui a la même signification (avec des réserves car le normand n'a pas la même racine que les langues germaniques ; néanmoins la topographie normande est marquée par le vieux norrois qui, lui, est une langue germanique).

## Politique et administration
| Période                                  | Période      | Identité            | Étiquette | Qualité                                                                                              |
| ---------------------------------------- | ------------ | ------------------- | --------- | --- |
| 1945                                     | 1947         | Paul Gay            | PCF       | Magasinier, puis agent commercial chez Japy Conseiller général du Canton de Hérimoncourt (1945-1951) |
|                                          | 1991         | Daniel Schaeffer    |           | |
| 1991                                     | Février 2017 | Marcel Beauseigneur | DVD       | Retraité                                                                                             |
| mai 2020                                 | En cours     | Carole Thouesny     | DVG       | |
| Les données manquantes sont à compléter. |              |                     |           | |

## Population et société

### Démographie
L'évolution du nombre d'habitants est connue à travers les recensements de la population effectués dans la commune depuis 1793. Pour les communes de moins de 10 000 habitants, une enquête de recensement portant sur toute la population est réalisée tous les cinq ans, les populations de référence des années intermédiaires étant quant à elles estimées par interpolation ou extrapolation. Pour la commune, le premier recensement exhaustif entrant dans le cadre du nouveau dispositif a été réalisé en 2005.

En 2022, la commune comptait 1 370 habitants, en évolution de −3,72 % par rapport à 2016 (Doubs : +1,88 %, France hors Mayotte : +2,11 %).
| 1793 | 1800 | 1806 | 1821 | 1831 | 1836 | 1841 | 1846 | 1851 |
| ---- | ---- | ---- | ---- | ---- | ---- | ---- | ---- | ---- |
| 351  | 345  | 375  | 420  | 494  | 500  | 531  | 577  | 626  |

| 1856 | 1861 | 1866 | 1872 | 1876 | 1881 | 1886 | 1891  | 1896  |
| ---- | ---- | ---- | ---- | ---- | ---- | ---- | ----- | ----- |
| 655  | 757  | 849  | 897  | 981  | 963  | 996  | 1 049 | 1 022 |

| 1901  | 1906 | 1911 | 1921 | 1926 | 1931 | 1936 | 1946 | 1954 |
| ----- | ---- | ---- | ---- | ---- | ---- | ---- | ---- | ---- |
| 1 044 | 974  | 954  | 827  | 801  | 821  | 708  | 771  | 922  |

| 1962  | 1968  | 1975  | 1982  | 1990  | 1999  | 2005  | 2006  | 2010  |
| ----- | ----- | ----- | ----- | ----- | ----- | ----- | ----- | ----- |
| 1 398 | 1 357 | 1 345 | 1 439 | 1 418 | 1 343 | 1 336 | 1 338 | 1 419 |

| 2015  | 2020  | 2022  | - | - | - | - | - | - |
| ----- | ----- | ----- | - | - | - | - | - | - |
| 1 420 | 1 380 | 1 370 | - | - | - | - | - | - |

### Santé
L'hôpital le plus proche est l'hôpital Nord Franche-Comté situé à Trévenans, dans le Territoire de Belfort (département voisin), entre Belfort et Montbéliard,.

## Lieux et monuments
- Salon de coiffure (une demande a été faite pour classer ce bâtiment au patrimoine régional).
- Usine Lisi Automotives, qui comprenait 4 usines : Ouest, Est, Sud et Nord. Toutes ont été rachetées. Seule l'usine ouest est restée non rachetée. Elle est actuellement désaffectée.
- Piste cyclable construite en lieu et place de la ligne de chemin de fer qui reliait Audincourt à Beaucourt et Delle.
- Le temple protestant, situé au centre du village, possède une curiosité. En effet, il n'y avait pas de cadran d'horloge côté nord du clocher, afin de ne pas indiquer l'heure aux habitants de Vandoncourt, ennemis héréditaires des villageois.
- Au lieu-dit le Piquet, sur la route menant à Vandoncourt, les gamins des deux villages avaient pour habitude de se livrer à une guerre des boutons.

|  |  |